# Monte Pallotto
Il Monte Pallotto, detto comunemente Palòt o Palotto nella letteratura, è una montagna delle Prealpi Bresciane e Gardesane alto 1.369 s.l.m. Situato nel territorio comunale di Gargnano al confine della parte sud occidentale della Val Vestino, sovrasta a sud la Valle di Vesta e di Fassane.

## Geografia fisica
Fa parte del gruppo del Tombea-Manos ed è raggiungibile sia dall'abitato di Bollone tramite un ripido sentiero di circa 4 km. oppure dal Cavallino della Fobbia di Capovalle o ancora dal tracciato che si snoda per 5,6 chilometri partendo da Bollone e attraversando la cascina ERSAF di Fassane nell'omonima valle del comune di Gargnano.  Geologicamente la montagna poggia su un substrato di Dolomia, con isole a formazione calcarea, mentre dal punto di vista della vegetazione la montagna è ammantata da una densissima formazione forestale che da molti decenni è stata lasciata al suo libero sviluppo, composta dalle specie più tipiche della fascia prealpina. Lungo i versanti esposti a nord, a bassa quota, e negli impluvi, prevalgono l’Acero campestre e l’Acero montano, il Frassino maggiore ed il Tiglio; man mano che ci si avvicina al crinale prevalgono invece le specie tipiche della faggeta, con Faggio, Pino silvestre e Carpino nero. Al contrario, il versante esposto a sud, più soleggiato ed arido, è rappresentato per la gran parte da boschi di Carpino nero, Orniello, Roverella, spesso in formazioni miste con Pino silvestre. Floristicamente la zona è caratterizzata dalla presenza di diverse rarità ed endemismi quali: il Giglio dorato (Hemerocallis lilio-asphodelus), la Scabiosa vestina, l’Athamantha vestina e l’Euphrasia vestinensis. Anche la fauna che popola la Valle di Vesta è ricca e differenziata. Tra la fauna maggiore si annoverano specie quali il Cervo, il Capriolo, ed il Camoscio; sono, inoltre, presenti il Gallo cedrone ed il Gallo forcello, il Francolino di monte ed il Gufo reale, nonché una coppia di Aquila reale nidificante; tra la fauna invertebrata, invece, è interessante la presenza di un piccolo coleottero troglobio, Boldoria vestae, endemico delle Val Vestino e Valle Sabbia.

## Origine del nome
Secondo Arnaldo Gnaga nel suo vocabolario topografico-toponomastico della provincia di Brescia, la voce Palòt sarebbe il diminutivo della parola preromana "pala" che significa rupe mentre per altri deriverebbe dalla voce mediterranea  "pala" che indica una costa erbosa di un monte. Si presume che anche la Val Palot,  una località del comune di Pisogne, in provincia di Brescia, abbia lo stessa derivazione.

## Storia

### La nascita del confine tra il trentino e il bresciano. Il confine di Stato e i cippi austro-veneti
Il monte Pallotto, territorio della comunità di Gargnano, fu terra di confine da tempi immemori con le comunità della Val Vestino, infatti è accertato che le due terre seguirono destini diversi già a partire dal 1027, quando Corrado II il Salico, imperatore del Sacro Romano Impero e Re d'Italia,  donò la contea di Trento, quindi anche la Val Vestino,  al vescovo Udalrico II e ai suoi successori e, nel 1035, fece lo stesso donando il territorio di Gargnano, al vescovo di Brescia, Ulderico I, e ai suoi successori. Stessa sorte si presume seguirono le comunità confinanti di Capovalle (Hano) e Idro.
Da allora il vescovo di Trento rivestì anche il titolo di principe del Sacro Romano Impero ed ebbe nelle sue mani il potere spirituale e quello temporale. Poco anni dopo le terre di Val Vestino furono aggregate nuovamente al Trentino insieme alla valle di Ledro, Riva del Garda, Vallagarina, le Giudicarie, Tignale e Bagolino entrando nella sfera di influenza germanica.
È presumibile che da quel periodo il monte divenisse confine. Dal 1337 al 1426 segnò la frontiera con la signoria dei Visconti, dei Malatesta (dal 1404) e con il Ducato di Milano, successivamente lo fu con la Repubblica di Venezia, quando il 21 agosto del 1752 a seguito del trattato di Rovereto, stipulato tra l'impero d'Austria e la Serenissima, ne furono determinati nuovamente i confini di Stato con la collocazione nell'anno seguente, il 1753, di numero 20 cippi di pietra calcarea sui soli confini della Val Vestino. Tra questi il n.25 fu posto sulla sommità del monte Vesta, mentre il n.26 fu sistemato a Vesta di Cima nei pressi del monte Pallotto ove sorgerà a fine 1800 la caserma della Regia Guardia di Finanza a controllo del passo montano.. Questi, dopo la caduta di Venezia del 1797, la parentesi napoleonica e austriaca riguardante l'occupazione della Lombardia, continueranno a determinare il confine di Stato con il Regno d'Italia dal 1859 fino al 1918 e successivamente quello provinciale (1934) e infine comunale fino ai tempi odierni.

### La secolare contesa del monte Fassane tra il Comune di Bollone e Gargnano e la definizione dei confini tra l’Austria e la Repubblica di Venezia del 1753
Il 31 agosto del 1752, con il Trattato di Rovereto, la commissione bilaterale istituita per la verifica dei confini tra la Repubblica di Venezia e l’Impero austriaco, composta dal Commissario imperiale regio, il conte Paride di Wolkenstein, dal conte Giuseppe Ignazio de Hormaijr e dal delegato veneto Pietro Correr, sentenziava sull’annosa questione del monte Fassane conteso fra il Comune di Bollone e quello di Gargnano e inutilmente risolta nonostante le antecedenti convenzioni stipulate fra le parti in causa risalenti al 1470 e al 1723. La proprietà promiscua di questo monte, giuridicamente appartenente al territorio del Comune di Gargnano, ma da tempi immemorabili goduta regolarmente da quello di Bollone, aveva generato animose e continue liti fra i rispettivi abitanti che vi possedevano fondi agricoli. Un primo accordo stabilito nel lontano 1470, confermato nei contenuti anche nel 1723, prevedeva espressamente “che l’istessi Comune ed uomini de Bolono possino, et vagliono pascolar a loro piacere, e tagliar legnami se suo uso solamente nel medesimo in qual uso s’intenda per fabricar case, overo baite per l’istessi di Bolono solamente in detto monte come sopra e parimente siino tenuti ricever l’investitura del medesimo monte di nove anni in nove dal Comun ovver dal Sindico del Comune di Gargnano e pagare per affitto livello del monte alla festa dell’Epifania o entro la sua ottava soldi 32 di planeti”  , mentre ai Gargnanesi era concessa la piena facoltà di pascolare il bestiame, falciare i foraggi e tagliare i legnami senza nessuna limitazione di sorta. Come al solito i patti non furono rispettati e l’11 agosto del 1751 il provveditore veneto di Salò, Giovanni Valier, con una lettera informava la sopra citata commissione che da poco tempo era stata nominata dai due governi, che i Bollonesi avevano nuovamente violato gli accordi pascolando abusivamente in località Smalze 146 pecore e capre suscitando, per di più, la giusta reazione dei suoi amministrati Gargnanesi con il sequestro di tutti gli animali e la cacciata in malo modo dei ragazzi e delle donne che custodivano il suddetto gregge. Il mese successivo, il 4 settembre, il conte Giuseppe Nicolò Lodron veniva informato dai Bollonesi dell’avvenuta riconsegna, a seguito dell’interessamento del provveditore, del bestiame sequestrato previo “pagamento di 50 lire oltre 100 lire o più di spese varie qua e là per procurar la restituzione”. La reazione del conte fu durissima; a sua volta informava e richiedeva perentoriamente alla commissione “di condannare la comunità di Gargnano a rifar non solo la comunità di Bolone dagli danni avuti per lo spoglio degli animali ma anche a dichiarar la montagna entro intieramente i confini del territorio Lodroneo e della comunità di Bolone”. Alla fine si arrivò al sodo e “per allontanare adunque ogni pericolo di nuove dissensioni, fu stabilito dalla Commissione di voler levare intieramente ed estinguere la promiscuità, mediante una proporzionata divisione del monte Fassane sudetto, assegnandone a cadauno de memorati due communi la sua parte, la quale possano privatamente godere”. La parte destra, ossia a sud, toccò a Gargnano con la riconferma del diritto di proprietà sull’intero monte, quella sinistra, a nord, corrispondente all’attuale Valle di Fassane a Bollone, che a sua volta s’impegnava a pagare un canone annuo di 64 lire planet, ma con l’esonero degli affitti non pagati negl’anni precedenti. L'accordo del 1753 in sostanza arretrò il confine di Bollone dal Dosso o Pozza di Fassane alla Val Brusa con una perdita di alcuni ettari di terreno boscoso e pascolivo necessario all'economia di sussistenza di Bollone.

### Il contrabbando del 1800
Verso la fine del 1800 il Regno d'Italia cinse i confini di Stato della Val Vestino con la costruzione di ben tre Caselli di Dogana presidiati dai militi della Regia Guardia di Finanza, consistenti nella sezione di Casello di Bocca Paolone a vigilanza del traffico tra la Valle del Droanello, Gargnano, Tremosine e Tignale, il Casello di Dogana di Gargnano detto della Patoàla, il più importante, sito nella valle del torrente Toscolano, che fu edificato nel 1891 presso la mulattiera, principale collegamento tra la Valle e la Riviera del Garda, la caserma sul monte Vesta-Pallotto a presidio del controllo tra Bollone e la Valle di Vesta, Treviso Bresciano e Capovalle, e infine la sezione di Casello detto del Comione, nel comune di Capovalle, con Moerna e il monte Stino. Tutti questi presidi furono in servizio fino al 24 maggio 1915, giorno dell'occupazione della Valle da parte del Regio esercito italiano. 
Bollone come Moerna, terre prossime al confine, nel 1800 furono un crocevia strategico per il contrabbando di merci tra il territorio della Riviera di Salò e il Trentino attraverso la zona montuosa del monte Vesta e del monte Stino. Lo storico toscolanese Claudio Fossati (1838-1895) scriveva nel 1894 che il contrabbando dei valvestinesi era l'unico stimolo a violare le leggi in quanto era fomentato dalle ingiuste tariffe doganali, dai facili guadagni e dalla povertà degli abitanti. 
Donato Fossati (1870-1949) raccolse la testimonianza di Giacomo Zucchetti detto "Astrologo" di Gaino, un ex milite della Regia Guardia di Finanza, in servizio nella zona di confine tra il finire dell'Ottocento e l'inizio del Novecento, il quale affermava che "i contrabbandieri due volte la settimana in poche ore, sorpassata la montagna di Vesta allora linea di confine coll'Austria e calati a Bollone, ritornavano carichi di tabacco, di zucchero e specialmente di alcool, che rivendevano ai produttori d'acqua di cedro specialmente" della Riviera di Salò..

### 1943, l'aviolancio a Vesta di Cima e le operazioni di recupero
Instaurata la Repubblica Sociale Italiana di Benito Mussolini nel nord Italia nel settembre del 1943, già l’8 dicembre avvenne uno dei primi lanci aerei alleati a sostegno delle forze partigiane delle Brigate Fiamme Verdi operanti nell'entroterra gardesano.
Difatti alla fine di ottobre il CLN di Brescia gestì i contatti con gli alleati e dalla fine di novembre i gruppi partigiani coordinati da Giacomo Perlasca erano in attesa dell'invio delle prime armi in Valle Sabbia. Inizialmente venne individuato un campo a Vesta di Cima tra il monte Vesta e il monte Pallotto, nel comune di Gargnano, presso la malga Salvadori di Bollone in Valvestino dove lanciare i rifornimenti e fu valutato “scomodo perché distante, ma abbastanza sicuro ed esteso”. Il lancio sembrava imminente già agli inizi di novembre, infatti alcuni uomini partirono da Nozza, Lavenone, Idro e Anfo per raggiungere il campo a Vesta di Cima. Una volta arrivati sul posto, questi gruppi rimasero ad aspettare per quindici giorni ma il volo fu rimandato diverse volte a causa del maltempo. Il campo rimase controllato fino al 28 novembre, dopodiché i gruppi dovettero allontanarsi a causa di una notizia di rastrellamento della Feldgendarmerie che in effetti sarebbe avvenuto il giorno successivo. L'8 dicembre, alle ore 19, "un aereo a bassa quota sorvola e gira per due volte da Vobarno a Degagna e al secondo la sua direzione è fra Gardoncello e Degagna. Il lancio doveva riuscire alla perfezione se non fosse stato sganciato qualche attimo prima, ingannati [gli aviatori] dal fuoco di carbonai situati fra Prato della Noce e Campiglio.
Il materiale cadde erroneamente lungo la valletta che dalla Degagna conduce a Campiglio e secondo Giorgio Bocca fu "l'unico lancio, sulle montagne della Lombardia, a titolo sperimentale, con armi e vestiario per trenta uomini". Si trattava di circa 20 quintali di materiale vario dei quali prontamente se ne impossessarono i montanari che nascosero, escluse le armi, nelle loro case e nei fienili ad uso proprio. Nei giorni seguenti l'equipaggiamento non poté essere recuperato dai partigiani data la reticenza della popolazione locale e solamente di fronte alla minaccia di fucilare qualcuno, donne e bambini cominciarono a collaborare indicando i luoghi dove trovare le armi ed il resto del rifornimento. Recuperata ogni cosa, il tutto fu trasportato e sistemato per essere avviato in un sicuro nascondiglio sul monte Spino. Nei primi di gennaio del 1944 un gruppo di partigiani delle "Fiamme Verdi" di Sabbio Chiese si recò in quella località per ritirare una parte delle armi e trasportarle in Val Trompia, ma la ricerca del materiale suscitò non poche resistenze tra i montanari, alcuni dei quali denunciarono ai Carabinieri le azioni di recupero da parte degli stessi, suscitando nel contempo anche l’interesse dei fascisti ed in particolare della “banda di Ferruccio Sorlini” delle Brigate Nere, al servizio dell'Ufficio Politico (UPI) della Questura di Brescia. Così il 13 gennaio nell’ambito di un rastrellamento che interessò la Val Trompia e la Valle Sabbia dall’11 al 16, una pattuglia di sei militi forestali catturò nella cascina di monte Spino i cinque partigiani incaricati di sorvegliare il nascondiglio della armi. In quell’occasione, furono sequestrate una trentina di bombe a mano, denaro e documenti che avrebbero dovuto comprovare la loro partecipazione alla Resistenza, oltre che, probabilmente, degli elenchi di nomi che avrebbero causato altri arresti ad Anfo, Vestone e Vobarno. I cinque furono portati a Gargnano e consegnati al Comando delle SS ove vennero interrogati dalla Guardia Nazionale Repubblicana.  Il giorno dopo furono tradotti prima al Comando dei Battaglioni M e poi all’imbocco della prima galleria dopo Gargnano,  in località Casel de la Tor, per essere fucilati. L’unico ad esserlo fu Mario Boldini, gli altri quattro furono tradotti nelle carceri di Canton Mombello di Brescia.

## Natura

### L'area wilderness della Valle di Vesta

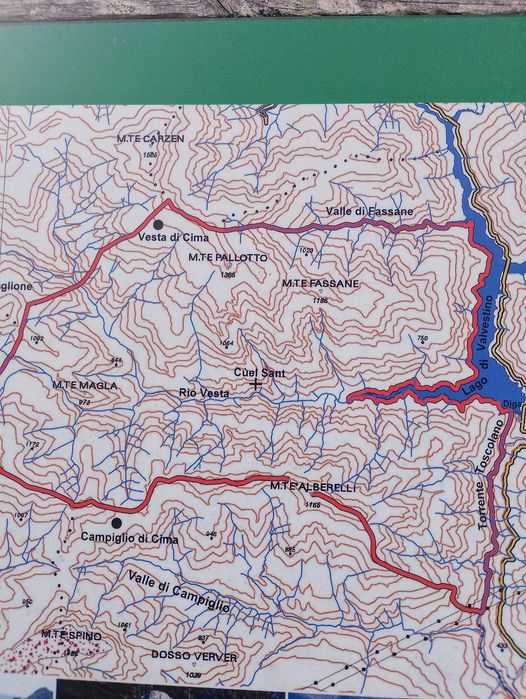
Mappa dell'area wilderness della Valle di Vesta

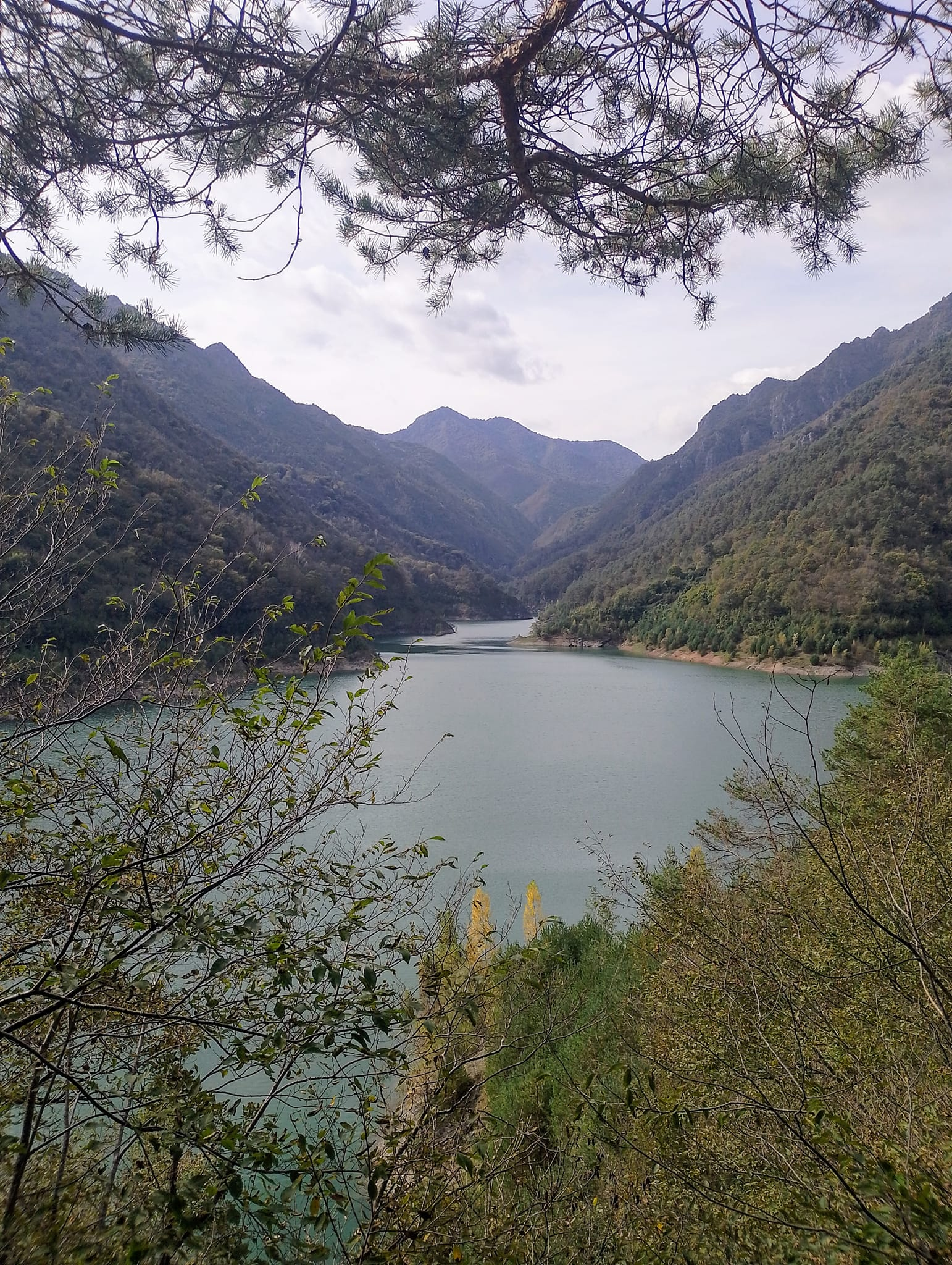
Sullo sfondo la Valle di Vesta e il monte Zingla

L'area wilderness occupa una superficie di 1525 ettari all'interno della Foresta di Lombardia "Gardesana Occidentale" e del Parco Alto Garda Bresciano, dalla quota minima di 503 m s.l.m. (lago artificiale) a quella massima di 1496 m (Monte Zingla).
Le tracce di sentiero che si inoltrano nella valle e quelle che percorrono le creste sono praticabili unicamente a piedi, e per le loro caratteristiche richiedono adeguata esperienza escursionistica e capacità di orientamento. Gli accessi principali avvengono con partenza da Campiglio di Cima, dal Dosso Corpaglione, da Molino di Bollone e da Vesta di Cima. Punti panoramici di interesse sono il Monte Zingla, il Monte Pallotto e il Monte Alberelli.
Il concetto di "wilderness": si definisce "wilderness" uno spazio autenticamente selvaggio, privo di strade e costruzioni.
È un concetto di conservazione di origine americana, attraverso il quale si intendono salvaguardare le porzioni residue di territori non antropizzati del mondo. I suoi ideatori furono alcuni uomini di scienza tra i quali Henry David Thoreau, John Muir, Aldo Leopold e Robert Marshall. In Italia questo concetto è stato introdotto dall'Associazione Italiana per la Wilderness. Thoreau, autore del celebre libro "Walden, ovvero Vita nei boschi", scrisse: "Nello stesso tempo che sinceramente desideriamo conoscere ed esplorare ogni cosa, noi chiediamo che queste siano misteriose e inesplorabili, che terra e mare siano infinitamente selvaggi, non sorvegliati né sondati da noi perché impenetrabili. Non possiamo mai avere abbastanza della natura...". La val di Vesta propone contesti di una natura autentica e severa e, per la morfologia e le caratteristiche del paesaggio, favorisce l'esperienza del concetto originario di wilderness: "La natura selvaggia è sia una condizione geografica sia uno stato d'animo". Caratteristiche dell'area: si tratta di una tra le valli prealpine più selvagge. E' percorsa da un torrente che si immette nel lago artificiale di Valvestino, gestito dall'ENEL, del quale forma un suggestivo fiordo della lunghezza di circa un chilometro e mezzo. La costruzione della diga, avvenuta nel 1962, ha determinato l'isolamento della zona. I versanti della valle sono coperti da formazioni forestali che si evolvono liberamente, e che accolgono tutte le principali specie della fascia prealpina. Particolarmente ricca è anche la componente floristica, nella quale sono comprese specie endemiche quali Scabiosa vestina, Athamantha vestina, Euphrasia vestinensis, Telekia speciosissima, Hemerocallis lilio-asphodelus. Tra gli animali presenti si citano il gambero d'acqua dolce, l'ululone dal ventre giallo, l'aquila reale, il gallo forcello, il gallo cedrone, il camoscio, il cervo e il capriolo. All'interno del Cuel Sant, il più celebre tra gli antri rocciosi della valle, è stato scoperto un piccolo coleottero endemico chiamato Boldoria vestae. Si tratta dell'unica zona in Lombardia ufficialmente riconosciuta in possesso dei requisiti di area wilderness, e anche la prima designata all'interno di un parco naturale.

### La pratica delle carbonaie

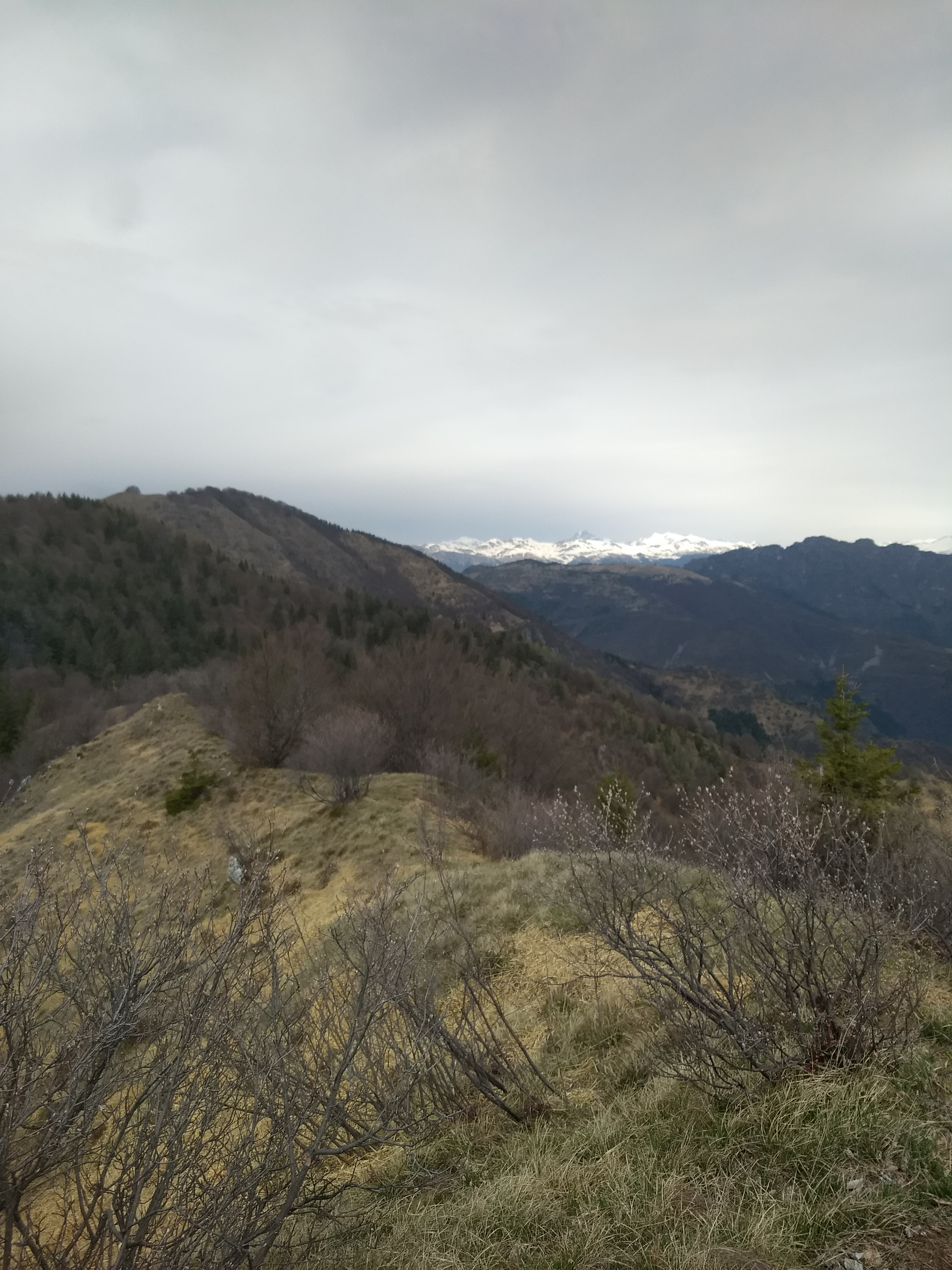
La cresta sud del monte Pallotto

Sul pendio del monte verso la valle di Fassane sono presenti numerose e antiche aie carbonili simbolo di una professione ormai scomparsa da decenni. Quella della carbonaia, pojat in dialetto locale,  era una tecnica molto usata in passato in gran parte del territorio alpino, subalpino e appenninico, per trasformare la legna, preferibilmente di faggio, ma anche di abete, carpino, larice, frassino, castagno, cerro, pino e pino mugo, in carbone vegetale.  I boscsioli gargnanesi e i valvestinesi erano considerati degli esperti carbonai, carbonèr così venivano chiamati, come risulta anche dagli scritti di Cesare Battisti. I primi documenti relativi a questa professione risalgono al XVII secolo, quando uomini di Val Vestino richiedevano alle autorità della Serenissima i permessi sanitari per potersi recare a Firenze e a Venezia. Essi esercitarono il loro lavoro non solo in Italia ma anche nei territori dell'ex impero austro-ungarico, in special modo in Bosnia Erzegovina, e negli Stati Uniti d'America di fine Ottocento a Syracuse-Solvay.
Nonostante questa tecnica abbia subito piccoli cambiamenti nel corso dei secoli, la carbonaia ha sempre mantenuto una forma di montagnola conica, formata da un camino centrale e altri cunicoli di sfogo laterali, usati con lo scopo di regolare il tiraggio dell'aria. Il procedimento di produzione del carbone sfrutta una combustione imperfetta del legno, che avviene in condizioni di scarsa ossigenazione per 13 o 14 giorni.
Queste piccole aie, dette localmente ajal, jal o gial,  erano disseminate nei boschi a distanze abbastanza regolari e collegate da fitte reti di sentieri. Dovevano trovarsi lontane da correnti d'aria ed essere costituite da un terreno sabbioso e permeabile. Molto spesso, visto il terreno scosceso dei boschi, erano sostenute da muri a secco in pietra e nei pressi il carbonaio vi costruiva una capanna di legno per riparo a sé e alla famiglia. In queste piazzole si ritrovano ancor oggi dei piccoli pezzi di legna ancora carbonizzata. Esse venivano ripulite accuratamente durante la preparazione del legname. 
A cottura ultimata si iniziava la fase della scarbonizzazione che richiedeva 1-2 giorni di lavoro. Per prima cosa si doveva raffreddare il carbone con numerose palate di terra. Si procedeva quindi all'estrazione spegnendo con l'acqua eventuali braci rimaste accese. La qualità del carbone ottenuto variava a seconda della bravura ed esperienza del carbonaio, ma anche dal legname usato. Il carbone di ottima qualità doveva "cantare bene", cioè fare un bel rumore. Infine il carbone, quando era ben raffreddato, veniva insaccato e trasportato dai mulattieri verso la Riviera del Garda per essere venduto ai committenti. Di questo carbone si faceva uso sia domestico che industriale e la pratica cadde in disuso in Valle poco dopo la seconda guerra mondiale soppiantato dall'uso dell'energia elettrica, del gasolio e suoi derivati.

## Panorama
Nei giorni sereni si gode un panorama eccezionale; a nord la Val Vestino con il Monte Cingla, Monte Tombea, Monte Denai, Cima Rest, Cima Gusaur e il Caplone, la vetta più alta delle prealpi gardesane occidentali e in lontananza si scorge la vetta del monte Adamello con quello che rimane del suo ghiacciaio perenne, a ovest la Cima della Fobbia, il monte Manos e le montagne della Valle Sabbia; a sud il monte Pizzocolo e la zona morenica meridionale del lago di Garda con la città di Peschiera del Garda. 
Ad est è invece possibile osservare la Valle del Droanello, il monte Denervo, la zona della Costa e il monte Baldo con il monte Altissimo di Nago.